# Brodská (přírodní památka)
Brodská je přírodní památka v lokalitě Halenkov – Nový Hrozenkov v okrese Vsetín. Patří pod správu CHKO Beskydy. Přírodní památka se nalézá na jižním svahu hlavního hřebene Vsetínských vrchů v závěru údolí Hrubá Brodská, jižně pod vrcholem Beskyd (891,7 m).

## Důvod ochrany
Důvodem ochrany je přirozený jedlobukový porost pralesovitého charakteru s výskytem vzácných druhů fauny a flóry.

## Flóra
Na území přírodní památky se nalézá přirozený starý les, který tvoří převážně buk lesní (Fagus sylvatica) a jedle bělokorá (Abies alba). V bylinném podrostu roste typická karpatská květena jedlobučin jako je kyčelnice žláznatá (Dentaria glandulosa), kyčelnice cibulkonosná (Dentaria bulbifera) a kyčelnice devítilistá (Dentaria enneaphyllos) aj. Brodská je rovněž významnou mykologickou lokalitou.

## Fauna
Území přírodní památky je významným hnízdištěm pro lesní ptáky hnízdící v dutinách jako je např. strakapoud bělohřbetý (Dendrocopos leucotos), holub doupňák (Columba oenas), žluna šedá (Picus canus), lejsek malý (Ficedula parva), datel černý (Dryocopus martius), datlík tříprstý (Picoides tridactylus). Na území se výskytuje i silně ohrožený rys ostrovid (Lynx lynx), občas se sem zatoulá i medvěd hnědý (Ursus arctos).

## Galerie

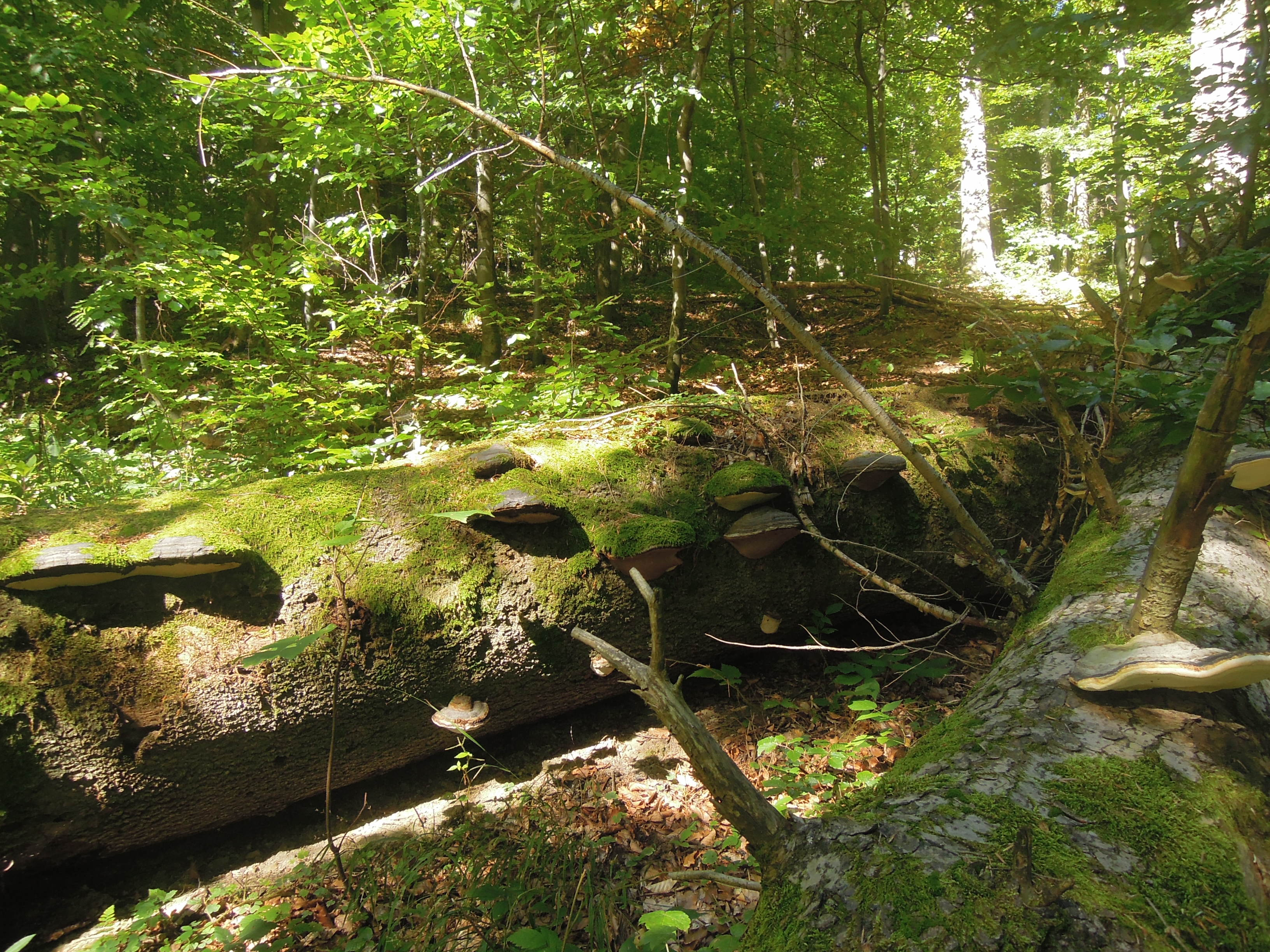
Přírodní památka má pralesní charakter
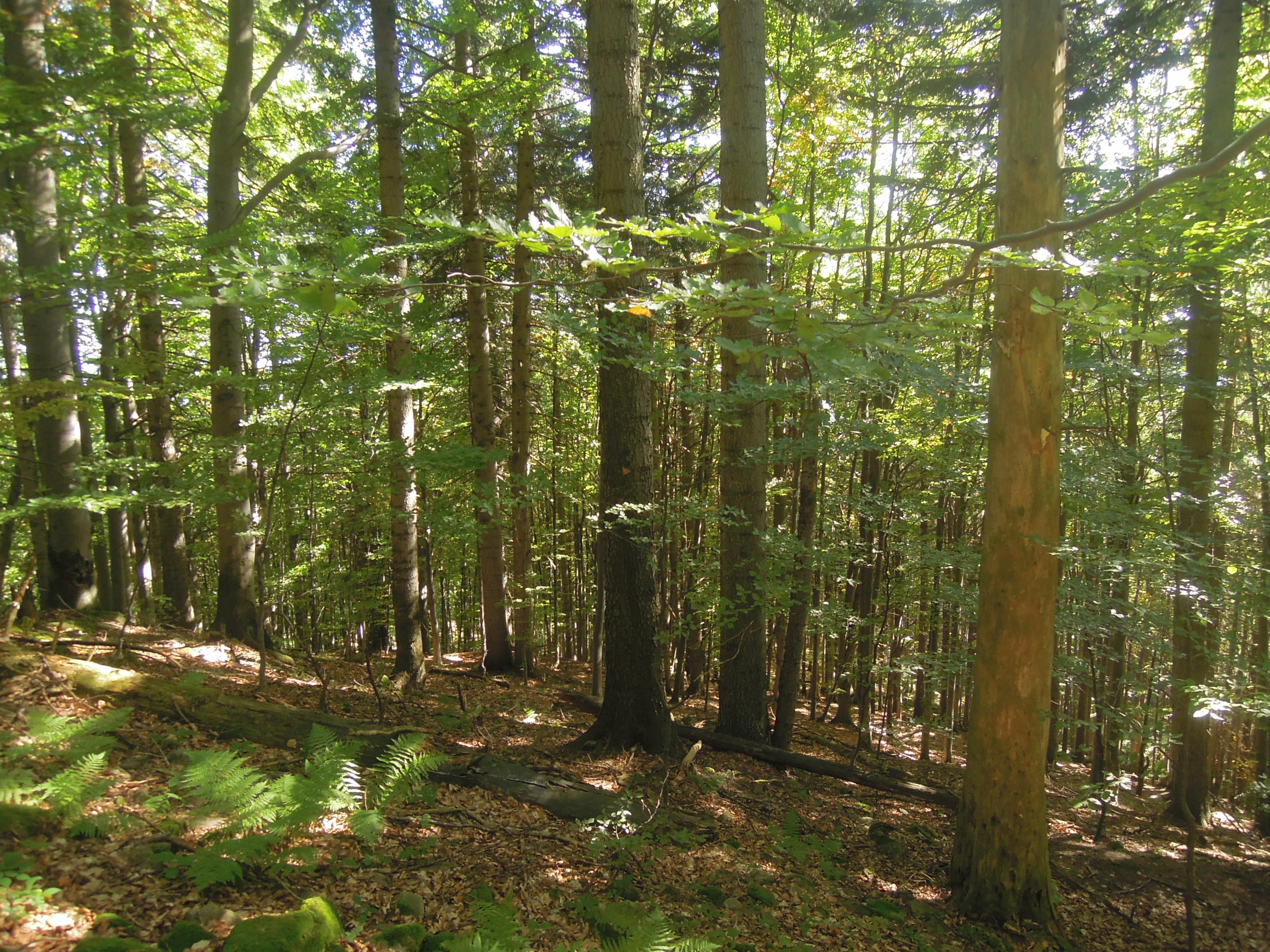
Brodská se rozkládá ve svahu
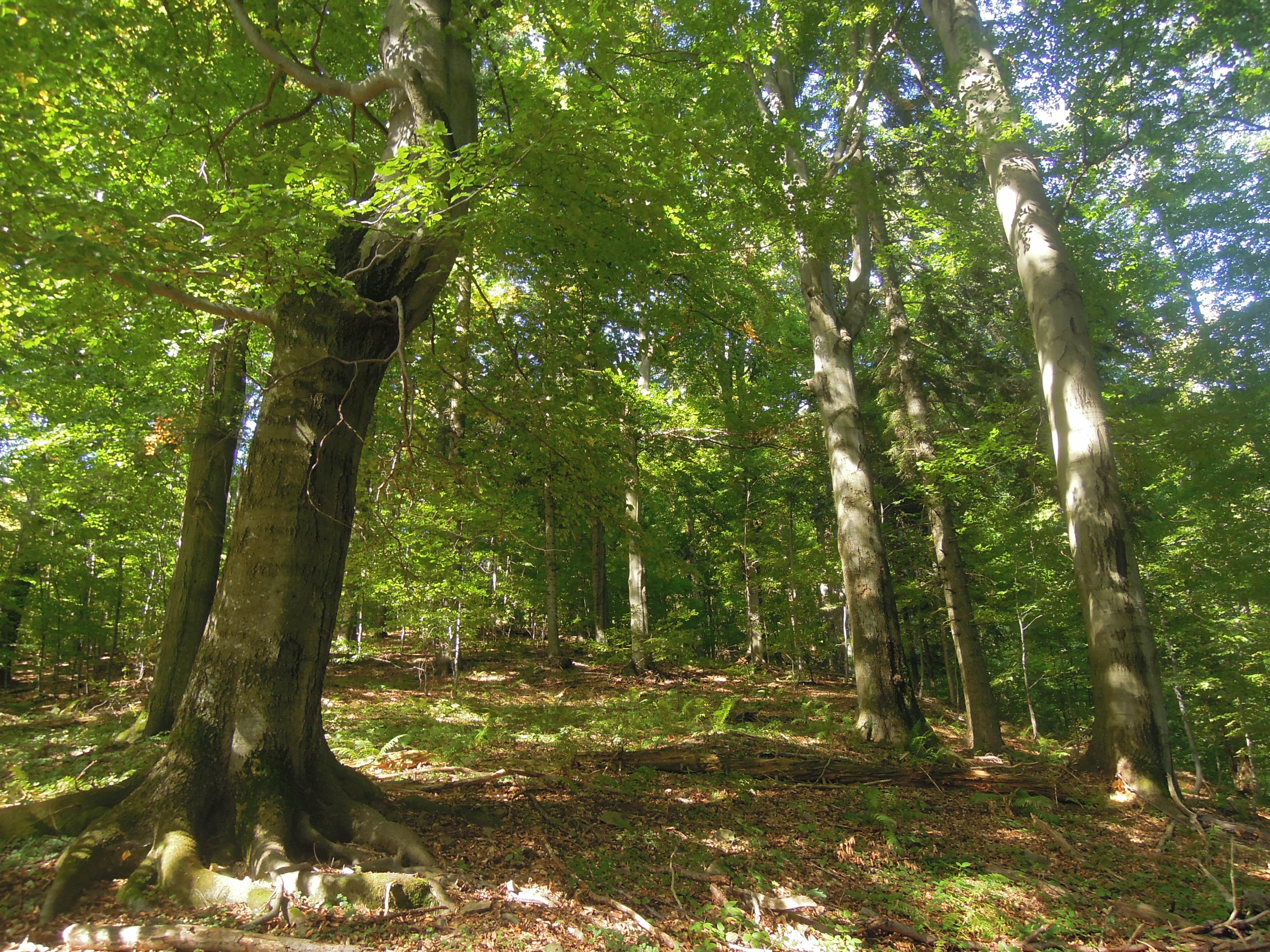
Typickým zástupcem flóry je buk lesní